# Naomi Long
Naomi Rachel Long (nascida em 13 de dezembro de 1971, em Belfast, capital da Irlanda do Norte) é uma política da Irlanda do Norte que atuou como Ministra da Justiça no Executivo da Irlanda do Norte, de janeiro de 2020 a outubro de 2022. Ela é líder do Partido da Aliança (desde 2016) e membro da Assembleia Legislativa (MLA) por Belfast East (desde 2020).
Naomi foi Prefeita de Belfast de 2009 a 2010 e representou Belfast East na Assembleia da Irlanda do Norte de 2003 a 2010. Ela renunciou ao cargo na Assembleia após ser eleita Membro do Parlamento (MP) por Belfast East nas eleições gerais de 2010. Ela cumpriu um mandato parlamentar e perdeu sua cadeira para o Partido Unionista Democrático (DUP) nas eleições gerais de 2015. Ela voltou à Assembleia da Irlanda do Norte em 2016, antes de renunciar pela segunda vez após ser eleita Membro do Parlamento Europeu (MPE) pela Irlanda do Norte em 2019. Depois que o Reino Unido deixou a União Europeia, em 2020, Naomi voltou como MLA e foi nomeada Ministra da Justiça no Poder Executivo da Irlanda do Norte.

## História
Nascida no leste de Belfast, capital da Irlanda do Norte, ela estudou na Mersey Street Primary e na Bloomfield Collegiate School. Ela se formou em engenharia civil na Queen's University of Belfast em 1994, e trabalhou como consultora de engenharia estrutural por dois anos, ocupou um cargo de pesquisa e treinamento na Queen's University por três anos e depois voltou a trabalhar como consultora de engenharia ambiental e hidráulica por quatro anos.

## Carreira política
Ela assumiu um cargo político pela primeira vez em 2001, quando foi eleita para o Conselho da Cidade de Belfast pelo distrito de Victoria. Em 2003, Naomi foi eleita para a Assembleia da Irlanda do Norte por Belfast East, sucedendo seu colega de partido John Alderdice. Em 2006, ela foi nomeada vice-líder de seu partido. Em 2007, ela mais que dobrou a votação do partido no eleitorado, ficando em segundo lugar à frente do líder do Ulster Unionist Party (UUP). A votação geral do UUP, no entanto, foi de 22%. Com 18,8%, sua participação nos votos foi maior do que a de Alderdice em 1998.[carece de fontes?]
Em 1º de junho de 2009, ela foi eleita Prefeita de Belfast, derrotando William Humphrey (Partido Unionista Democrático) por 26 votos a 24. Ela se tornou a segunda mulher a ocupar o cargo, depois de Grace Bannister (1981–82).

### Membro do Parlamento
Em 6 de maio de 2010, ela derrotou Peter Robinson, primeiro-ministro da Irlanda do Norte e líder do DUP, para se tornar membro do Parlamento (MP) por Belfast East na Câmara dos Comuns do Reino Uido. Ela se tornou a primeira deputada eleita para Westminster pelo Alliance Party (anteriormente, Stratton Mills, ex-parlamentar do Ulster Unionist Party, mudou de partido para a Alliance). Naomi também se tornou a primeiraparlamentar liberal eleita para Westminster na Irlanda do Norte desde James Brown Dougherty, em Londonderry City, em 1914. Apesar da estreita relação entre o Partido da Aliança e os Liberais Democratas, Naomi não se sentou com o governo de coalizão nem assumiu o comando da coalizão e não era membro dos Liberais Democratas.
Em 10 de dezembro de 2012, Naomi recebeu uma série de ameaças de morte e uma bomba de gasolina foi lançada dentro de um carro de polícia sem identificação que guardava seu escritório eleitoral. Essa violência eclodiu como uma reação dos partidários do Ulster à decisão dos membros do Partido da Aliança do Conselho da Cidade de Belfast de votar a favor de restringir o hasteamento da bandeira da União na Prefeitura de Belfast a dias designados ao longo do ano, que na época constituíam 18 eventos específicos dias.
Em 2015, Naomi perdeu sua cadeira na Câmara dos Comuns para Gavin Robinson do DUP, como resultado de um pacto unionista de cinco partidos no eleitorado que viu UUP, UKIP, TUV e PUP se afastarem em favor de Robinson.

### Regresso à Assembleia da Irlanda do Norte
Em janeiro de 2016, Naomi anunciou que voltaria como candidata à Assembleia nas eleições de 2016 tendo sido nomeada no lugar da titular Judith Cochrane. Ela foi posteriormente eleita na primeira contagem com 14,7% dos votos de primeira preferência. Após seu retorno à Assembleia, Naomi assumiu cargos no Comitê para as Comunidades, Grupo de Todos os Partidos sobre Comércio Justo, Grupo de Todos os Partidos para Habitação e presidiu o Grupo de Todos os Partidos em Ciência, Tecnologia, Engenharia e Matemática.
Em agosto de 2016, Naomi Long pediu que Máirtín Ó Muilleoir, do Sinn Féin, se afastasse do cargo de Ministro das Finanças durante uma investigação sobre como o Comitê de Finanças de Stourmont lidou com seu inquérito Nama, enquanto Ó'Muilleoir era um membro do comitê. Isso ocorreu após alegações de que seu partido havia "treinado" o blogueiro leal Jamie Bryson antes de sua apresentação ao comitê.
Em novembro de 2016, Naomi criticou o Sinn Féin e o DUP por atrasarem a publicação de um relatório do grupo de trabalho sobre o aborto, que recomendava mudanças legislativas em casos de malformações fetais fatais, apelando ao Executivo "para agir sem demora para ajudar as mulheres que decidem pedir rescisão nestas circunstâncias tão difíceis".

### Líder do Partido da Aliança
Em 26 de outubro de 2016, Naomi foi eleito líder da Alliance sem oposição após a renúncia de David Ford. No primeiro manifesto lançado sob sua liderança, Naomi afirmou seu compromisso com a construção de uma sociedade "unida, aberta, liberal e progressista". As prioridades legislativas de seu partido foram reveladas para incluir a harmonização e fortalecimento da igualdade e medidas anti-discriminatórias, a introdução da igualdade no casamento civil, o desenvolvimento da educação integrada e uma estrutura da Irlanda do Norte para combater as mudanças climáticas.
Na eleição para a Assembleia de 2017, Naomi liderou a votação em Belfast East e voltou à Assembleia com 18,9% dos votos de primeira preferência. A eleição foi amplamente vista como um sucesso para a Alliance, com o partido aumentando sua participação de votos em 2 pontos percentuais e mantendo todos os seus assentos em uma Assembleia menor. A festa posteriormente manteve o equilíbrio de poder em Stourmont.
A Alliance almejava duas cadeiras no sul e no leste de Belfast nas eleições gerais de 2017. Durante a campanha, Naomi reafirmou seu apoio ao Voto do Povo, igualdade no casamento, votos aos 16 anos e maior transparência em torno de doações políticas. Ela também se comprometeu a se opor a qualquer retrocesso da Lei dos Direitos Humanos.
Após o colapso das negociações para restaurar a devolução em fevereiro de 2018, Naomi reiterou sua opinião de que o pagamento dos MLAs deveria ser cortado na ausência de um Executivo em funcionamento. Em março de 2018, a Alliance lançou seu documento 'Próximos passos adiante', delineando uma série de propostas destinadas a romper o impasse e Stourmont. Na Conferência do Partido da Aliança de 2019, ela acusou a secretária de Estado da Irlanda do Norte, Karen Bradley, de um "terrível abandono do dever" sobre o impasse em curso, dizendo que não fez "nenhum esforço concentrado para acabar com essa deriva interminável, apesar de supostamente ser seu principal prioridade".
Nas eleições locais de 2019, a Alliance viu um aumento de 65% em sua representação nos conselhos. Naomi saudou o "resultado incrível" como um divisor de águas para a política na Irlanda do Norte.
Naomi foi eleita para o Parlamento Europeu como representante da Irlanda do Norte em maio de 2019 com 18,5% dos votos de primeira preferência, o melhor resultado da Alliance. Ela foi posteriormente substituída na Assembleia por Máire Hendron, membro fundadora do partido e ex-vice-prefeita de Belfast. Ela então substituiu Hendron na Assembléia com efeito a partir de 9 de janeiro de 2020. Tendo servido como vereador local, MLA, MP e MEP, Naomi é a única política ativa na Irlanda do Norte a ter servido em todos os cargos eleitos, além de ter servido como prefeita, líder partidária, vice-líder e ministra.[carece de fontes?]
Em março de 2022, Naomi disse à Alliance Party Conference que "alguns políticos são viciados em crises e conflitos e simplesmente não estão preparados para o trabalho de realmente governar". Naomi liderou a Alliance nas eleições da Assembleia de 2022 em uma plataforma de educação integrada, reforma da saúde, um Green New Deal, combatendo o paramilitarismo e a reforma das instituições de Stourmont.

### Ministra da Justiça
Em 11 de janeiro de 2020, após a restauração da Assembleia da Irlanda do Norte após três anos de impasse, Naomi foi eleita Ministra da Justiça no Executivo da Irlanda do Norte. Em 28 de janeiro, Naomi anunciou que faria avançar uma nova legislação de abuso doméstico por meio da Assembleia, que tornaria o controle coercitivo um crime na Irlanda do Norte. Em junho de 2020, Naomi encomendou uma revisão do apoio disponível para agentes penitenciários após preocupações com as taxas de ausência. No mesmo mês, ela anunciou sua intenção de introduzir ordens de riqueza inexplicadas na Irlanda do Norte para atingir as finanças paramilitares e criminosas.
Em novembro de 2020, Naomi disse que estava reconsiderando seriamente sua posição no Executivo após a implantação do DUP de uma votação entre comunidades para evitar uma extensão dos regulamentos do COVID-19. Ela disse à BBC News: "Pedi às pessoas que desistissem desse abuso de poder porque tornaria minha posição no executivo insustentável".

## Vida pessoal
Naomi é membro da Igreja Presbiteriana de Bloomfield. Após a decisão da Igreja de excluir pessoas em relacionamentos do mesmo sexo de serem membros plenos, ela expressou "grande preocupação" e afirmou que "não sabia" se ela mesma permaneceria como membro. Ela é casada com Michael Long, um conselheiro da Alliance no Conselho da Cidade de Belfast e ex-prefeito de Belfast, e filho do engenheiro Professor Adrian Long. Naomi e seu marido são o primeiro casal a servirem como Prefeitos de Belfast.
Em agosto de 2017, Naomi revelou que sofria de endometriose e seria submetida a uma cirurgia para tratar a doença.

## História eleitoral
Eleições do Parlamento do Reino Unido
| Ano  | Constituinte     | Festa              | votos  | %    | Resultado  |
| ---- | ---------------- | ------------------ | ------ | ---- | ---------- |
| 2005 | Leste de Belfast | partido da aliança | 3.746  | 12.2 | não eleito |
| 2010 | Leste de Belfast | partido da aliança | 12.839 | 37.2 | Eleito     |
| 2015 | Leste de Belfast | partido da aliança | 16.978 | 42,8 | não eleito |
| 2017 | Leste de Belfast | partido da aliança | 15.443 | 36,0 | não eleito |
| 2019 | Leste de Belfast | partido da aliança | 19.055 | 44,9 | não eleito |

Eleições para a Assembleia da Irlanda do Norte
| Ano  | Constituinte     | Festa              | Votos de primeira preferência | %     | Resultado |
| ---- | ---------------- | ------------------ | ----------------------------- | ----- | --------- |
| 2003 | Leste de Belfast | partido da aliança | 2.774                         | 9,0   | Eleito    |
| 2007 | Leste de Belfast | partido da aliança | 5.583                         | 18.8  | Eleito    |
| 2016 | Leste de Belfast | partido da aliança | 5.482                         | 14.7  | Eleito    |
| 2017 | Leste de Belfast | partido da aliança | 7.610                         | 18.9  | Eleito    |
| 2022 | Leste de Belfast | partido da aliança | 8.195                         | 18.95 | Eleito    |

Eleição para o Parlamento Europeu
| Ano  | Constituinte     | Festa              | Votos de primeira preferência | %     | Resultado |
| ---- | ---------------- | ------------------ | ----------------------------- | ----- | --------- |
| 2019 | Irlanda do Norte | partido da aliança | 105.928                       | 18h50 | Eleito    |